# Papillon spaniel

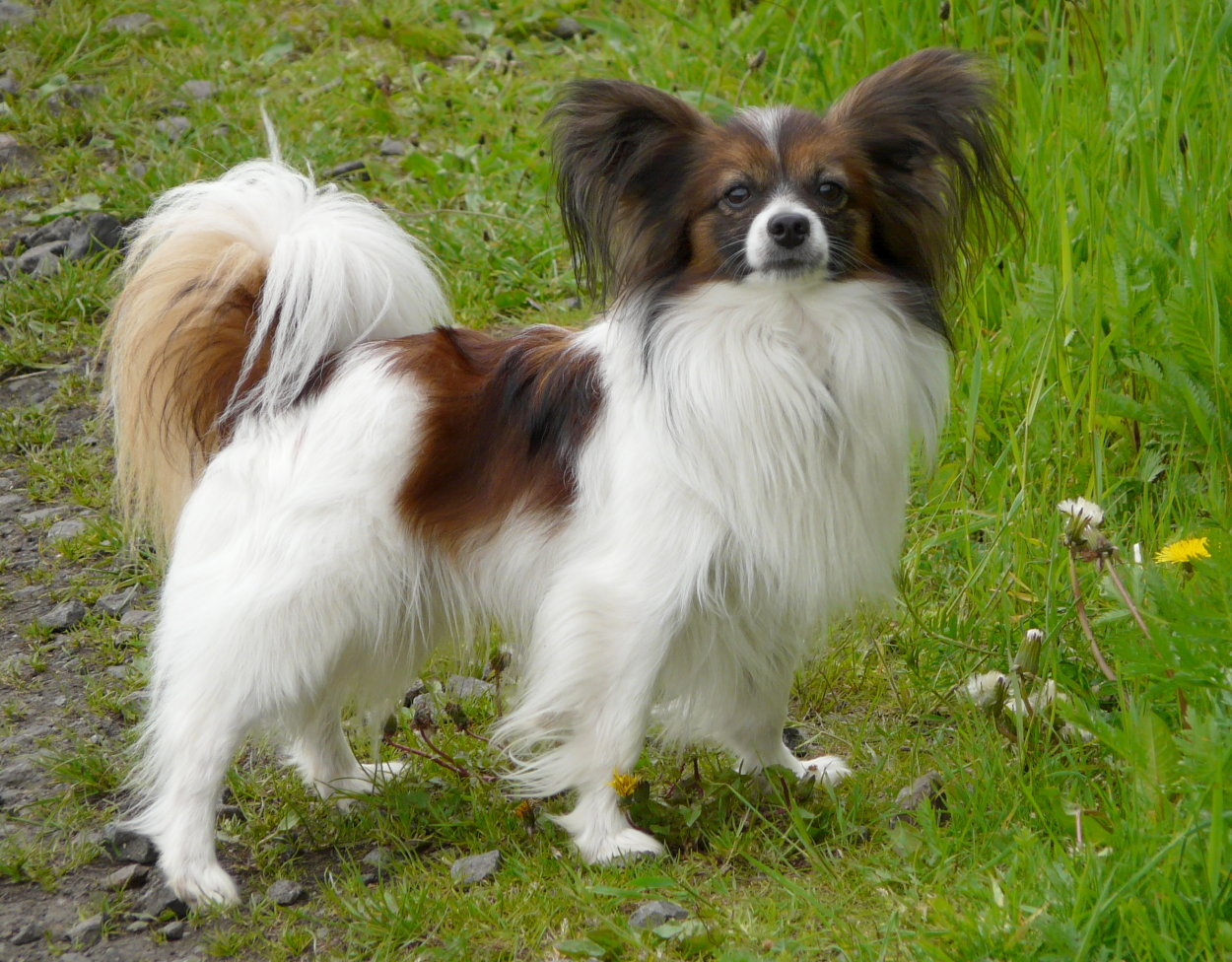
Les orelles donen el nom a aquesta raça

El papillon spaniel (del francès papillon: papallona) és una petita, amigable i elegant raça de gos de tipus spaniel.

## Aparença
Els papillon són uns gossos coneguts per les seves orelles similars a una papallona. Són particularment blancs amb taques. Els colors que ha registrat l'AKC són:
- Blanc i Negre
- Llimona
- Blanc i vermell
- Sabre
- Tricolor (menys comú de la raça)

Van ser batejats amb aquest nom per la Reina Maria Antonieta la qual tenia un gos d'aquesta raça al que anomenava Le Petit Papillon (La petita papallona).

## Manteniment
Els papillon són gossos molt lleials, malgrat la seva petita grandària aquests gossos són molt actius, el seu pèl llis i elegant requereix només un raspallat setmanal.
Són fàcils d'ensinistrar. De vegades s'avorreixen dels més petits però si s'entrenen podrien ser el seu millor amic.